# جزیره مونترئال
جزیرهٔ مونترئال (در فرانسوی: Ile de Montréal، به زبان موهوک: Tiohtià:ke) جزیره‌ای است در جنوب باختری استان کبک در کشور کانادا. این جزیره محاط در همریزگاه دو رود اتاوا و سن لوران است. رود ریویر ده پرری مونترئال را از ایل ژزوس جداکرده‌است. این جزیرهٔ بومرنگی شکل، بزرگترین جزیره در مجمع‌الجزایر الشگا می‌باشد.

## نام
ساموئل دو شامپلن در ۱۶۱۶ میلادی در یادداشت‌هایش از این جزیره به نام جزیرهٔ ویلمنون (به فرانسوی: l'ille de Vilmenon) یادکرده‌است؛ ولی همو در سال ۱۶۳۲ اینجا را با نام کنونی‌اش، مونترئال خوانده‌است. خود این نام از نام مون رویال(به فرانسوی: Mont Royal) مشتق شده‌است.